# Jon Thiel
Pour les articles homonymes, voir Thiel.
Pas d'image ? Cliquez ici

a Compétitions nationales et continentales officielles uniquement.

b Matchs officiels uniquement.
Dernière mise à jour le 18 juin 2023.
Jon Thiel, né le 31 mai 1975 à White Rock (Canada), est un joueur international canadien de rugby à XV jouant au poste de pilier droit.
Il compte 44 capes avec l'équipe du Canada entre 1998 et 2008.

## Biographie
Il a eu sa première cape internationale le 13 juin 1998, à l’occasion d’un match contre l'équipe de Hong Kong.

## Statistiques en équipe nationale
- 44 sélections avec l'équipe du Canada
- 4 essais, 20 points
- Sélections par année : 4 en 1998, 10 en 1999, 5 en 2000, 4 en 2001, 8 en 2002, 5 en 2003, 1 en 2004, 5 en 2007, 2 en 2008.

- Participation à la Coupe du monde de rugby: 
  - 1999 (3 matchs, 3 comme titulaire)
  - 2003 (3 matchs, 3 comme titulaire)
  - 2007 (4 matchs, 4 comme titulaire)